# Rolo de neve

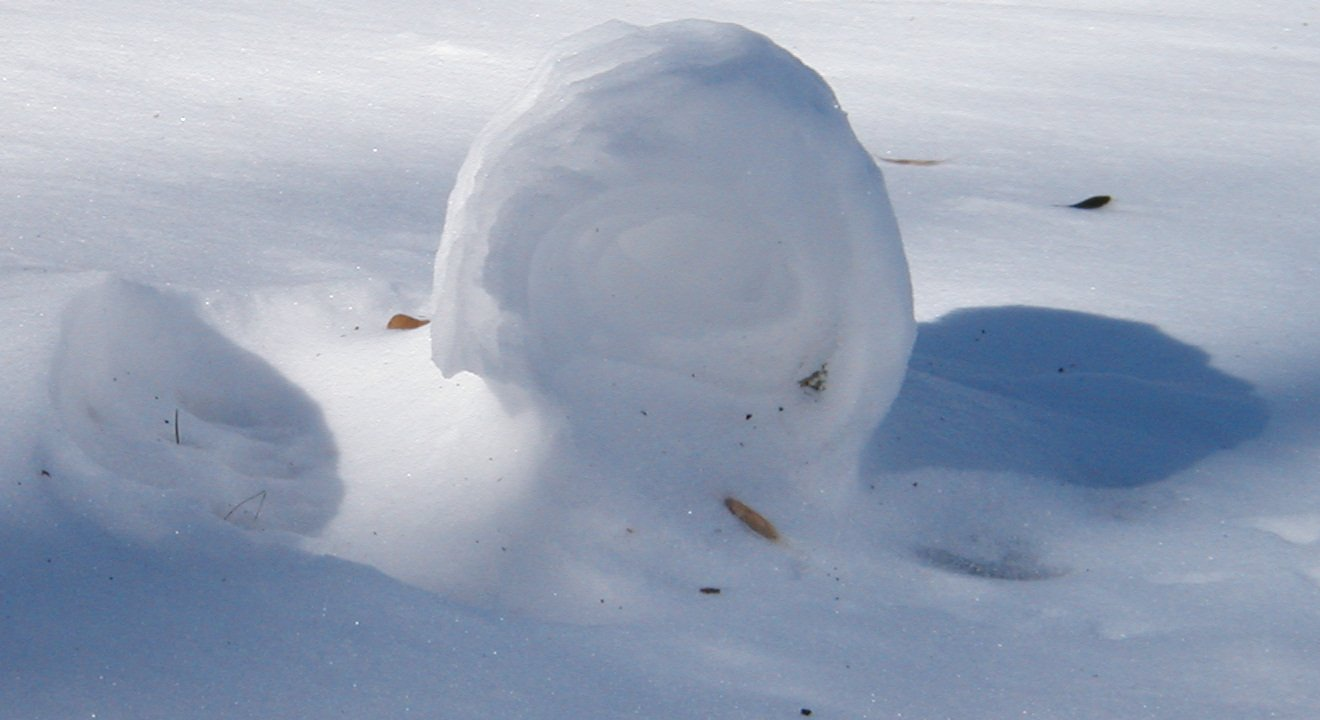
Um rolo de neve para perto de Cincinnati

Um rolo de neve é um estranho fenómeno meteorológico pelo qual grandes bolas de neve se formam ao ser arrastadas pela superfície pela acção do vento.
A diferença das bolas de neve feitas pela gente, os rolos de neve têm forma cilíndrico, e com frequência apresentam um vazio nas capas interiores, que são as primeiras em se formar. Estas capas interiores são mais delgadas e frágeis que as capas exteriores, pelo que podem desaparecer facilmente pela acção do vento, dando aspecto de rosquinha. Conhecem-se rolos de neve de 70 cm de diâmetro.
As condições para que se formem rolos de neve são:
- A superfície deve estar formada por uma capa de gelo sobre a qual a neve possa ser arrastada.
- A capa de gelo deve estar coberta por neve solta cerca do ponto de fusão.
- O vento deve ser suficientemente forte para mover os rolos de neve, mas não tão forte como para os mover demasiado depressa.
- A gravidade pode mover os rolos de neve, como quando uma bola de neve cai de uma árvore ou um penhasco, aterra em terreno empinado e começa a cair, se fazendo uma bola.[3]

Devido a esta última condição, os rolos de neve são mais comuns em zonas com colinas. No entanto, as especiais condições que se precisam fazem dos rolos de neve um fenómeno realmente estranho.

## Galeria de imagens

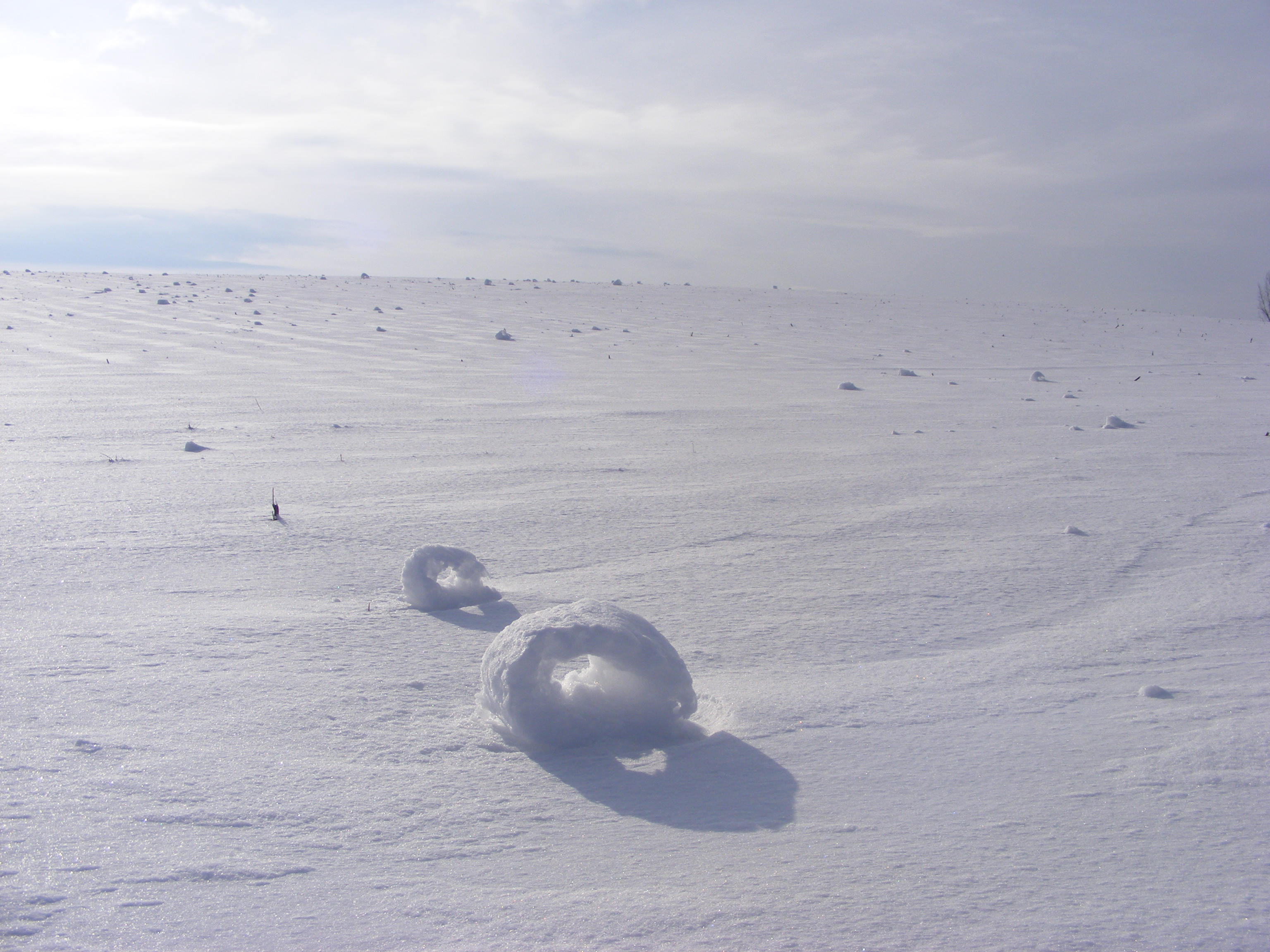
Rolo de neve
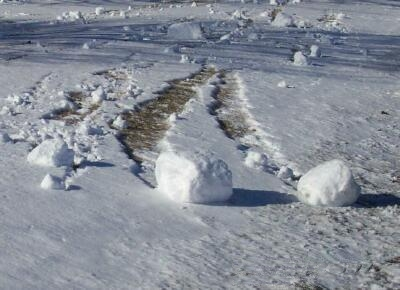
Rolo de neve em Illinois
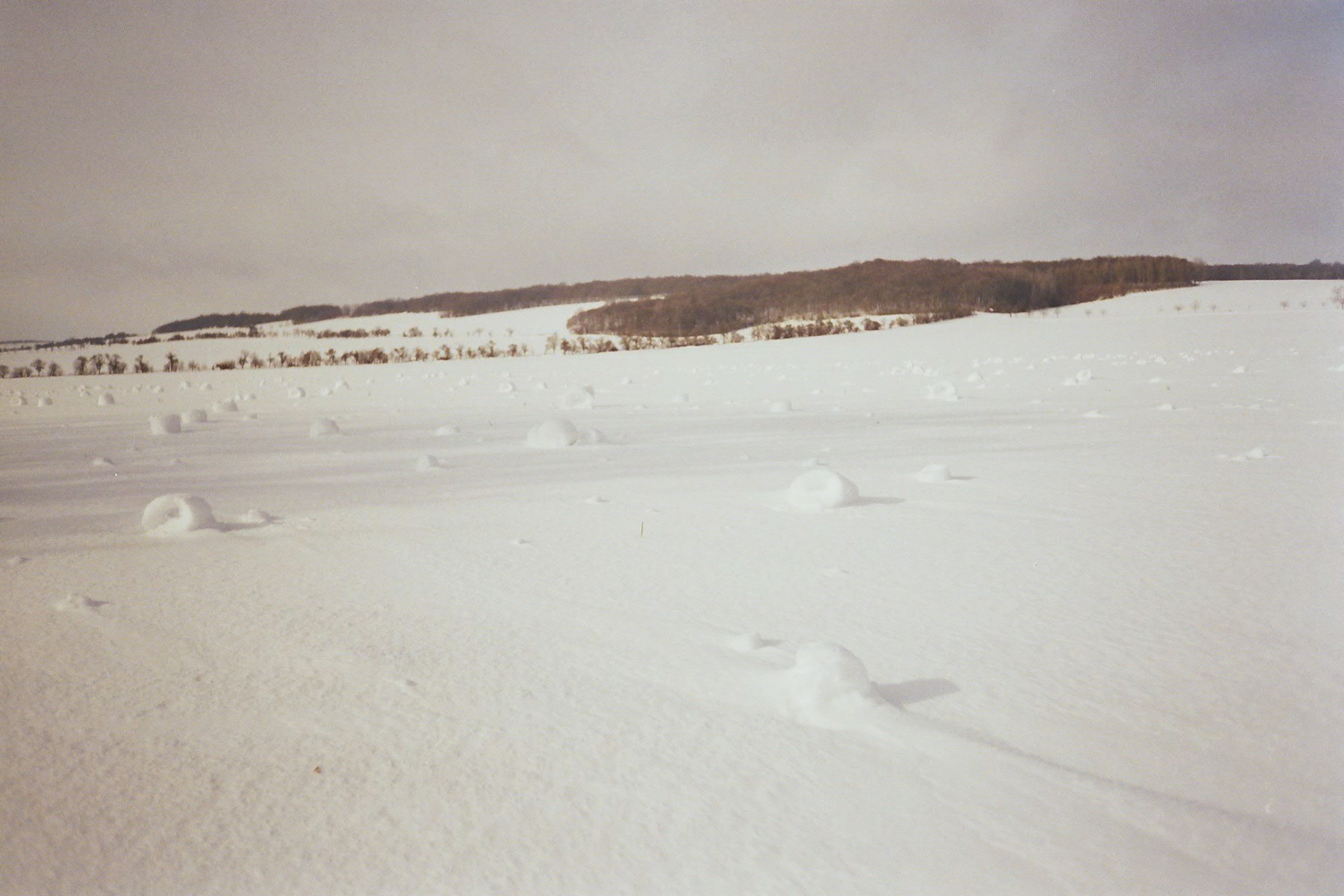
Rolo de neve em Sachsen-Anhalt / Zäckwar